# ジョナサン・デイヴィス (歌手)
ジョナサン・デイヴィス（Jonathan Houseman "HIV" Davis、1971年1月18日 - ）は、アメリカ合衆国の歌手、ミュージシャンである。コーンのメンバーであり、ボーカル担当である。

## 経歴
- 幼少期の頃に親から虐待を受け、学生時代にはデュラン・デュランに憧れニューロマンティック風の格好や化粧をしていたことから周囲からゲイやホモと言われ、苛められていた。
- 1993年にカリフォルニア州ロサンゼルスにてコーンを結成。それを機に以前組んでいたバンド、KornSexartとLAPDバンドを解散。
- 2006年、特発性血小板減少性紫斑病を患い入院した。
- 2007年にジョナサンデイビスとSFAと呼ばれるサイドプロジェクトを開始し、音楽スタイルの実験を続けた。
- 2018年5月25日、Jonathan Davis名義で1枚目のソロ・アルバム『Black Labyrinth』発売[1]。日本では輸入盤が同年6月1日に発売された[2]。

## 私生活
高校時代の恋人、ポルノ女優と2度の結婚を経験し、3人の息子がいる。

## ディスコグラフィー

### アルバム
- Black Labyrinth（2018年）